# James W. Wilkin

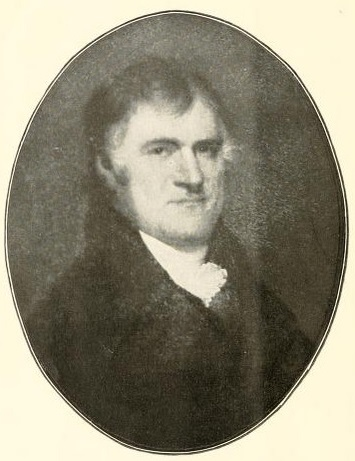
James W. Wilkin

James Whitney Wilkin (* 1762 in Wallkill, Orange County (heute Ulster County), Provinz New York; † 23. Februar 1845 in Goshen, New York) war ein US-amerikanischer Rechtsanwalt, Offizier und Politiker. Der Kongressabgeordnete Samuel J. Wilkin war sein Sohn.

## Werdegang
James Wilkin wuchs während der britischen Kolonialzeit auf. Er diente während des Unabhängigkeitskrieges in der Kontinentalarmee. Nach dem Krieg ging er auf das Princeton College, wo er 1785 seinen Abschluss machte. Er studierte Jura. Seine Zulassung als Anwalt erhielt er 1788 und begann dann in Goshen zu praktizieren. Wilkin saß im Jahr 1800 in der New York State Assembly. Er trat in die Miliz von New York ein, wo er den Dienstgrad eines Generalmajors erreichte. Wilkin saß zwischen 1801 und 1804 sowie zwischen 1811 und 1814 im Senat von New York. Ferner war er in den Jahren 1808 und 1809 wieder Mitglied in der New York State Assembly, wo er im letzten Jahr den Posten des Speakers bekleidete. Er war in den Jahren 1802, 1811 und 1813 Mitglied im Council of Appointments. Als Gegner einer zu starken Zentralregierung schloss er sich in jener Zeit der von Thomas Jefferson gegründeten Demokratisch-Republikanischen Partei an. 1813 kandidierte er erfolglos für einen Sitz im US-Senat.
Am 7. Juni 1815 wurde er dann im sechsten Wahlbezirk von New York in das US-Repräsentantenhaus in Washington, D.C. gewählt, um dort die Vakanz zu füllen, die durch den Rücktritt von Jonathan Fisk entstand. Nach einer erfolgreichen Wiederwahl schied er nach dem 3. März 1819 aus dem Kongress aus.
Er war dann zwischen 1819 und 1821 als Stadtschreiber (county clerk) in Orange County tätig sowie mehrere Jahre als Kämmerer im County. Er verstarb am 23. Februar 1845 in Goshen und wurde dann auf dem Slate Hill Cemetery beigesetzt.